# Доходак
Доходак је могућност потрошње и уштеде коју је стекао ентитет у одређеном временском оквиру, који се генерално изражава у новчаним износима.  Доходак је тешко концептуално дефинисати и дефиниција може бити различита у различитим областима.  На пример, приход особе у економском смислу може се разликовати од прихода дефинисаног законом. 
Изузетно важна дефиниција прихода је Хаиг–Симонс приход , који дефинише приход као Потрошња + Промена нето вредности и широко се користи у економији . 
За домаћинства и појединце у Сједињеним Државама , приход је дефинисан пореским законом као сума која укључује било коју плату , плату , добит , плаћање камате , закупнину или други облик зараде примљене у календарској години.  Дискрециони приход се често дефинише као бруто приход минус порези и други одбици (нпр. обавезни пензијски доприноси), и широко се користи као основа за поређење благостања пореских обвезника.
У области јавне економије , концепт може да обухвата акумулацију и новчане и немонетарне потрошачке способности, при чему се прва (монетарна) користи као замена за укупни приход.
За фирму, бруто приход се може дефинисати као збир свих прихода минус трошак продате робе . Нето приход нетује трошкове: нето приход је једнак приходу минус трошак продате робе, трошкови , амортизација , камате и порези. 

## Економске дефиниције
Пуни приход и приход Хејг–Сајмонса
„Пуни приход“ се односи на акумулацију и новчане и неновчане потрошачке способности било ког ентитета, као што је особа или домаћинство. Према ономе што економиста Николас Бар описује као „класичну дефиницију прихода“ (дефиниција Хејг–Сајмонса из 1938. године): „приход се може дефинисати као... збир (1) тржишне вредности права која се остварују у потрошњи и ( 2) промена вредности залиха имовинских права...“ Пошто се потенцијал потрошње немонетарних добара, као што је слободно време, не може мерити, монетарни приход се може сматрати заменом пуног прихода.  Међутим, као такав је критикован од стране јавности због непоузданости, не успевајући да тачно одрази богатство (а тиме и могућности потрошње) било ког агента. Он изоставља корисност коју особа може остварити од неновчаног прихода и, на макроекономском нивоу, не успева да прецизно прикаже социјално благостање . Према Бару, „у пракси новчани приход као пропорција укупног прихода варира у великој мери и несистематично. Неуочљивост пуног дохотка спречава потпуну карактеризацију појединачне постављене могућности, приморавајући нас да користимо непоуздано мерило новчаног прихода.

## Правне дефиниције
Дефиниције према Закону о интерним приходима
Осим ако је другачије наведено у овом поднаслову, бруто приход означава сав приход из било ког извора, укључујући (али не ограничавајући се на) следеће ставке: (1) Накнаде за услуге, укључујући накнаде, провизије, додатне бенефиције и сличне ставке; (2) бруто приход остварен од пословања; (3) Добици остварени пословима са имовином; (4) Камате; (5) кирије; (6) Ауторске накнаде; (7) дивиденде; (8) ануитети; (9) Приходи од уговора о животном осигурању и задужбинама; (10) Пензије; (11) Приходи од отплате дуга; (12) Дистрибутивни удео у бруто приходу ортачког друштва; (13) Приходи у односу на оставиоца; и (14) Приход од интереса у имању или фонду.
26 Кодекс САД § 61 – Дефинисан бруто приход. Постоје и нека законска искључења из прихода. 
Дефиниција према судској пракси САД
Доходак је „неоспоран приступ богатству, јасно остварен и над којим порески обвезник има потпуну власт“. Коментатори кажу да је ово прилично добра дефиниција прихода. 
Опорезиви приход је обично нижи од Хаиг-Симонс прихода.  То је зато што је нереализована апресијација (нпр. повећање вредности залиха током године) економски приход, али не и опорезиви приход, и зато што постоје многа законска искључења из опорезивог прихода, укључујући накнаду за рад , ССИ , поклони, издржавање деце и државни трансфери у натури. 

## Рачуноводствене дефиниције
Одбор за међународне рачуноводствене стандарде (ИАСБ) користи следећу дефиницију: „Приходи су повећања економских користи током обрачунског периода у облику прилива или побољшања имовине или смањења обавеза која резултирају повећањем капитала, осим оних који се односе на доприносе. од учесника у капиталу“. [Ф.70] (Оквир МСФИ).
Претходно је концептуални оквир МСФИ (4.29) гласио: „Дефиниција прихода обухвата и приход и добит. Приход настаје у току редовних активности ентитета и на њега се позивају различити називи, укључујући продају, накнаде, камате, дивиденде, ауторске накнаде и ренту 4.30: Добици представљају друге ставке које задовољавају дефиницију прихода и могу, а не морају, настати у току редовних активности ентитета. Добици представљају повећање економских користи и као такви се не разликују у природе од прихода. Стога се они не сматрају посебним елементом у овом концептуалном оквиру." 
Тренутни концептуални оквир МСФИ  (4.68) више не прави разлику између прихода и добити. Ипак, и даље се прави разлика на нивоу стандарда и нивоа извештавања. На пример, МСФИ 9.5.7.1 каже: „Добитак или губитак од финансијског средства или финансијске обавезе која се вреднује по фер вредности признаје се у билансу успеха...“ док ИАСБ дефинише МСФИ КСБРЛ таксономију  укључује остале губитке , ГаинсЛоссесОнНетМонетариПоситион и сличне ставке.
УС ГААП не дефинише приход, али дефинише свеобухватни приход (ЦОН 8.4.Е75): Свеобухватни приход је промена капитала пословног субјекта током периода од трансакција и других догађаја и околности из невласничког извора. Укључује све промене у капиталу током периода осим оних које су резултат улагања власника и расподеле власницима.
Према дефиницијама Џона Хикса , приход је „максимални износ који се може потрошити током периода ако се очекује да се задржи нетакнута капитална вредност будућих примања (у новчаном смислу)“. 

## Неприходи
Дуг
Позајмљивање или враћање новца није приход ни по једној дефиницији, ни за зајмопримца ни за зајмодавца.  Камата и опрост дуга су приход.
Психички приход
„Неновчана радост“, као што је гледање заласка сунца или секс, једноставно није приход.  Слично томе, неновчане патње, као што су сломљено срце или рад , нису негативан приход. Ово може изгледати тривијално, али неукључивање психичког прихода има важне ефекте у економији и пореској политици.  Подстиче људе да пронађу срећу на неновчане, неопорезиве начине, и значи да пријављени приходи могу преценити или потценити благостање дате особе. 

## Раст прихода
Доходак по глави становника стално расте у већини земаља.  Многи фактори доприносе томе да људи имају већи приход, укључујући образовање ,  глобализацију и повољне политичке околности као што су економска слобода и мир . Повећање прихода такође има тенденцију да доведе до тога да људи одлуче да раде мање сати . Развијене земље (дефинисане као земље са „развијеном економијом“) имају веће приходе за разлику од земаља у развоју које имају ниже приходе.

## Неједнакост у висини дохотка
Неједнакост дохотка је обим до којег је доходак распоређен на неравномеран начин. Може се мерити различитим методама, укључујући Лоренцову криву и Гини коефицијент . Многи економисти тврде да су одређене количине неједнакости неопходне и пожељне, али да превелика неједнакост доводи до проблема ефикасности и друштвене неправде.  Тиме су неопходне иницијативе попут Циља 10 одрживог развоја Уједињених нација које имају за циљ смањење неједнакости. 
Национални доходак, мерен статистиком као што је нето национални доходак (ННИ), мери укупан приход појединаца, корпорација и владе у привреди. За више информација погледајте Мере националног дохотка и оутпута .

## Доходак у филозофији и етици
Током историје, многи су писали о утицају прихода на морал и друштво . Свети Павле је написао „Јер је среброљубље корен свих врста зала“ ( 1. Тимотеју 6:10 ( АСВ )).
Неки научници су дошли до закључка да материјални напредак и просперитет, који се манифестују у континуираном расту дохотка како на индивидуалном тако и на националном нивоу, представљају неопходну основу за одржавање било које врсте морала. Овај аргумент је експлицитно изнео Адам Смит у својој Теорији моралних осећања ,  а недавно га је развио економиста са Харварда Бењамин Фридман у својој књизи Моралне последице економског раста . 

## Приходи и здравство
Значајан систематски преглед истраживача са Универзитета Харвард у Цоцхране Цоллаборатион открио је да приход који се даје у облику безусловних новчаних трансфера доводи до смањења болести, побољшања сигурности хране и разноврсности исхране, повећања похађања школе деце, смањења екстремног сиромаштва и већег издатака за здравствену заштиту.  

## Историја
Приход се у економији конвенционално означава са "И". Џон Хикс је користио „И“ за приход, али Кејнс му је 1937. написао „ након што је покушао и једно и друго, верујем да је лакше користити И за приход, а И за улагање. “ Неки сматрају И као алтернативно слово за фонему И у језицима попут шпанског,  иако се И као „ грчко И “ заправо изговарало као модерни немачки у или фонетско /и/.